# Pelidnota strigosa
Pelidnota strigosa är en skalbaggsart som beskrevs av François Louis Nompar de Caumont de Laporte 1840. Pelidnota strigosa ingår i släktet Pelidnota och familjen Rutelidae. Inga underarter finns listade i Catalogue of Life.